# MOS Technology 6501
MOS Technology 6501 – 8-bitowy procesor firmy MOS Technology. Był to pierwszy układ tejże firmy o takiej architekturze, jednocześnie stojąc na czele serii 65xx.

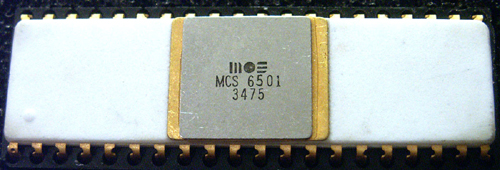
MOS Technology MCS6501

Sprzedawany był po 25 dolarów za sztukę. Zaprojektowany został przez grupę byłych pracowników firmy Motorola i był zgodny pod względem pinów z modelem Motorola 6800 (pasował do płytek zaprojektowanych dla 6800). Doprowadziło to do procesu sądowego między firmami MOS i Motorola, w wyniku którego pierwsza z nich zobowiązana została do wypłacenia odszkodowania drugiej oraz przyrzeczenia zniszczenia wszystkich wyprodukowanych przez siebie egzemplarzy procesora 6501. Układ pinów w następnym modelu – 6502 został zmieniony. Poza tym 6501 jest w zasadzie identyczny z 6502.